# Geibeltbad Pirna

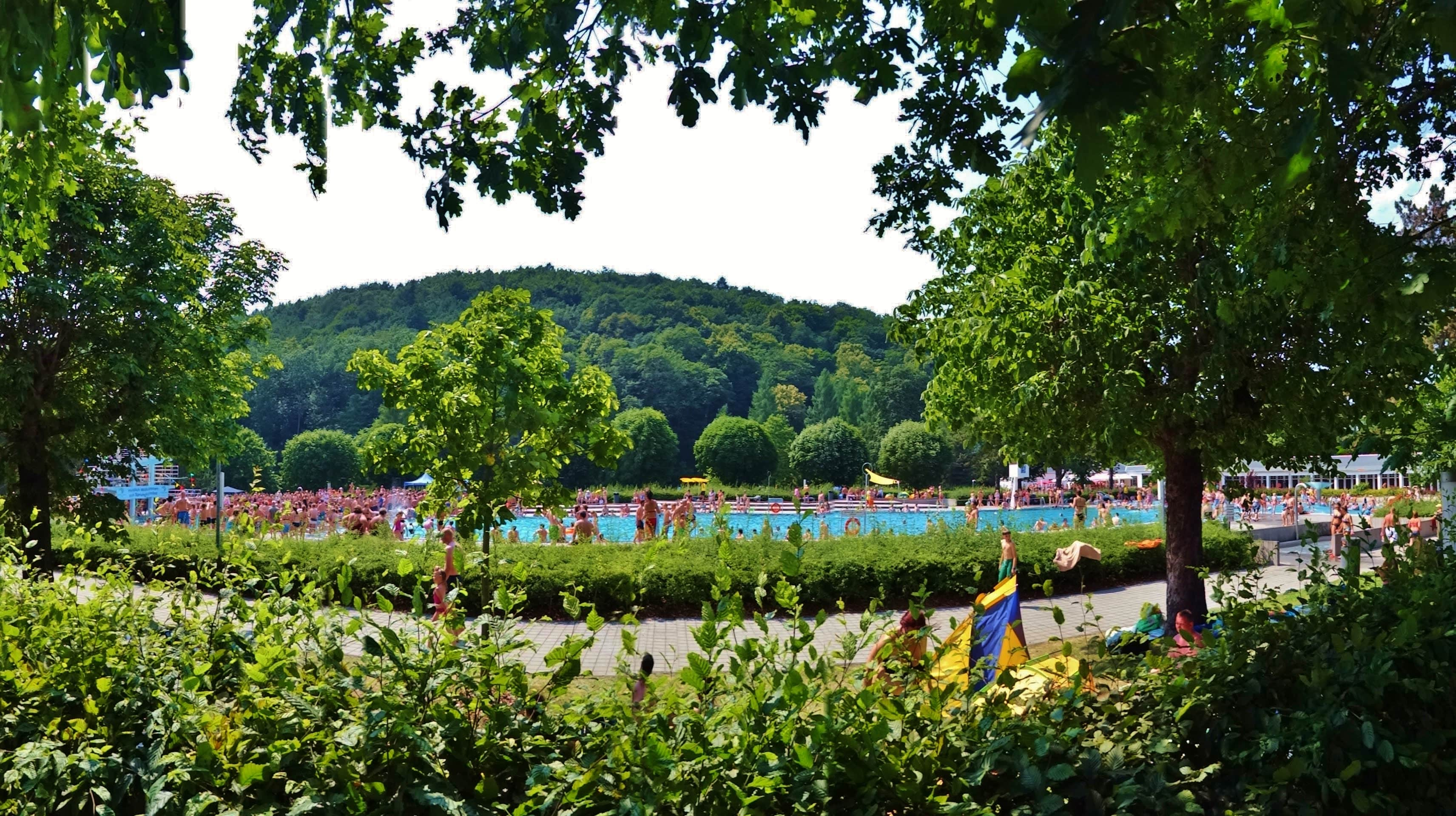
Geibeltbad Pirna en 2015.

Le Geibeltbad Pirna est un bassin de natation public complété par des installations de sports nautiques construit à Pirna, près de Dresde (Saxe, en Allemagne). Terminé sous le régime nazi le 20 juillet 1937, il est l'un des plus grands bassins du monde.
Le site de 20 000 mètres carrés a été rénové et modernisé en 2001-2002 afin d'adjoindre une piscine couverte, un centre de bien-être ainsi que d'autres installations.
De 1937 à 1990, le Geibeltbad fut la piscine où se déroulaient les championnats allemands de natation ; il abritait aussi un site de formation.
En 2006, cet endroit a accueilli 233 588 visiteurs.